# بلک سوان رکوردز
بلک سوان رکوردز (انگلیسی: Black Swan Records) شرکت نشر موسیقی آمریکایی است، که در سال ۱۹۲۱ تأسیس شد.